# Dalibor Šamšal
Dalibor Šamšal, né le 25 décembre 1985 à Rijeka, est un skieur alpin croate, qui concourt sous les couleurs hongroises depuis la saison 2014-2015. Il est principalement actif dans les disciplines techniques (slalom et slalom géant).

## Biographie
Il commence sa carrière en 2000 en participant à des courses FIS.
Il fait sa première apparition en Coupe du monde en décembre 2004. Il marque ses premiers points au slalom de Zagreb en janvier 2009 (22e place).
Après avoir participé aux Jeux olympiques de 2006 et de 2010, il termine enfin une course aux Jeux olympiques lors de l'édition de 2014 à Sotchi, en terminant 18e du slalom. Entre-temps, il enregistre son meilleur résultat aux Championnats du monde en 2013 à Schladming, avec le 27e rang en slalom, cette course étant l'une des deux seules qu'il finit à tous les mondiaux confondus.
Il devient membre de l'équipe hongroise pour la saison 2014-2015. Parmi les raisons, il est l'auteur de nombreuses sorties de piste pour la Croatie. Durant la saison 2015-2016, il score les premiers points d'un skieur hongrois masculin en Coupe du monde, sur un slalom. Il se blesse quelques semaines plus tard au Japon et doit se faire opérer au genou, puis retourne avec succès l'hiver suivant en gagnant une course FIS en descente.
Samsal participe aux Jeux olympiques d'hiver de 2018 à Pyeongchang, avec sa nouvelle nation (32e du combiné alpin) et prend sa retraite sportive peu après.

## Palmarès

### Jeux olympiques d'hiver
| Épreuve / Édition | Turin 2006 | Vancouver 2010 | Sotchi 2014 | Pyeongchang 2018 |
| Slalom géant      | -          | DNF            | —           | 44e              |
| Slalom            | DNF        | DNF            | 18e         | DNF              |
| Combiné           | -          | -              | —           | 32e              |

### Championnats du monde
| Épreuve / Édition | Bormio 2005 | Are 2007 | Val d'Isère 2009 | Garmisch-Partenkirchen 2011 | Schladming 2013 | Beaver Creek 2015 | Saint-Moritz 2017 |
| Super G           |             |          |                  | DNF                         |                 |                   |                   |
| Slalom géant      | DNF         | DNF      | 40e              |                             |                 |                   |                   |
| Slalom            | DNF         | DNF      | DNF              | -                           | 27e             |                   | DNF               |
| Super combiné     |             |          |                  | DNF                         |                 |                   |                   |

### Coupe du monde
- Meilleur classement général : 134e en 2009.
- Meilleur résultat : 22e.

#### Classements par saison
| Saison / Classement | Saison / Classement | Général | Général | Descente | Descente | Super G | Super G | Slalom géant | Slalom géant | Slalom | Slalom | Combiné | Combiné |
| ------------------- | ------------------- | ------- | ------- | -------- | -------- | ------- | ------- | ------------ | ------------ | ------ | ------ | ------- | ------- |
| Saison / Classement | Saison / Classement | Class.  | Points  | Class.   | Points   | Class.  | Points  | Class.       | Points       | Class. | Points | Class.  | Points  |
| 2009                | 2009                | 134e    | 9       | -        | -        | -       | -       | -            | -            | 58e    | 9      | -       | -       |
| 2011                | 2011                | 155e    | 7       | -        | -        | -       | -       | -            | -            | -      | -      | 47e     | 7       |
| 2012                | 2012                | 145e    | 3       | -        | -        | -       | -       | -            | -            | -      | -      | 43e     | 3       |
| 2016                | 2016                | 139e    | 9       | -        | -        | -       | -       | -            | -            | 50e    | 9      | -       | -       |

Dès 2013, la Fédération internationale de ski décide de ne pas attribuer de globe concernant le classement du combiné.